# Yaakov Katz
Yaakov Dov Katz (hebreu: יעקב כץ) (também conhecido com "Katzele") é um político israelita. Dirigiu a coligação União Nacional entre 2008 e 2012 e foi por ela deputado no Knesset (o parlamento israelita). É ainda diretor executivo das instituições do Centro Yeshivá de Beit El, de que faz parte a rede de média Arutz Xevá.

## Biografia
Yaakov Katz nasceu a 29 de setembro de 1951 em Jerusalém. Estudou no colégio da yeshivá do movimento Bnei Akiva, em Kfar Haroé, e seguidamente na yeshivá Merkaz Harav, em Jerusalém
.
Em 1970, Katz foi recrutado para o exército israelita, e voluntariou-se para servir na unidade Xaked. Participou na intervenção militar israelita de 1971 em Gaza, sob o comando de Ariel Sharon.
Em 1972, Yaakov Katz concluiu o seu curso de oficial com distinção, e chefiou posteriormente uma unidade de comandos. Em 1973 participou na Guerra do Yom Kippur, e foi ferido com gravidade
.
Durante a sua recuperação no hospital, conheceu a sua futura mulher, Tami, uma estudante de sociologia da Universidade Bar-Ilan, que se voluntariara para trabalhar no Hospital de Beilinson como enfermeira.
Depois de ter passado seis meses no hospital, Katz voltou, de muletas, à Yeshivá Mercaz HaRav, onde estudaria mais quatro anos sob a tutela do rabino Zvi Yehuda Kook e do mazkir Shlomo Aviner.
Em 1977, com a mulher e os filhos, Katz fez parte das famílias que fundaram o colonato de Beit El na Cisjordânia, mas no ano seguinte, juntamente com o rabino Zalman Baruch Melamed, separou-se do grupo de Beit El e fundou outro colonato, chamado Beit El B. Posteriormente fundou o Centro Yeshivá de Beit El, um centro educativo composto de muitas instituições e com mais de 1200 alunos. Fazem parte deste centro: a yeshivá e o kollel de Beit El, uma universidade de formação de professores, a yeshivá hesder de Har Brakha, a escola secundária da Yeshivá de Bnei Tzvi, a Academia Ra'aya para mulheres jovens, a Academia Pré-militar de Beit-El, e a rede mediática Arutz Xevá. Katz foi ainda um dos primeiros membros do movimento Gush Emunim.

### Carreira Política
Em dezembro de 2008 Katz assumiu a presidência da coligação União Nacional, e depois das eleições de 2009 tornou-se um dos quatro deputados eleitos por este grupo político. Manteve este cargo até 2013.